# 奧登 (印地安納州)
奧登（英語：Odon）是一個位於美國印地安納州戴維斯縣的城鎮。

## 地理
奧登的座標為38°50′29″N 87°59′28″W / 38.84139°N 87.99111°W，而該地的平均海拔高度為166米（即545英尺）。

## 人口
根據2010年美國人口普查的數據，奧登的面積為2.52平方千米，當中陸地面積為2.52平方千米，而水域面積為0.00平方千米。當地共有人口1,354人，而人口密度為每平方千米537人。